# Harold Simpkins
Harold Winslow Simpkins (ur. 16 sierpnia 1885 w Saint Louis, zm. 11 lipca 1935 tamże) – amerykański golfista, olimpijczyk z Saint Louis.
Simpkins startował jedynie na Igrzyskach Olimpijskich w Saint Louis w 1904 roku. Podczas tych igrzysk reprezentował swój kraj w zawodach indywidualnych mężczyzn. W pierwszej części eliminacji uzyskał 93 punkty, a w drugiej zdobył 94 punkty, a łącznie zgromadził ich 187. Wynik ten dał mu 37. miejsce eliminacji (do Ralpha McKittricka (zwycięzcy eliminacji) stracił 24 punkty), lecz do następnej fazy eliminacji awansowało jedynie 32 golfistów, a tym samym Simpkins odpadł z rywalizacji, kończąc udział w igrzyskach na eliminacjach. 